# تنوع زیستی بتا
در بوم‌شناسی، تنوع بتا (تنوع β) نسبت بین تنوع گونه‌های منطقه‌ای و محلی است. این اصطلاح توسط رابرت ویتاکر همراه با اصطلاحات تنوع آلفا و تنوع گاما معرفی شد. ایده این بود که کل تنوع گونه‌ها در یک چشم‌انداز (γ) توسط دو چیز متفاوت تعیین شود، میانگین تنوع گونه‌ای در سطح محلی (α) و تمایز بین سایت‌های محلی (β). فرمول‌های دیگر برای تنوع بتا عبارتند از: «تجارت مطلق گونه‌ها»، «تجارت گونه‌های ویتاکر» و «تجارت گونه‌های متناسب».

تغییر اندازه دانه، رابطه بین تنوع بتا درخت و عرض جغرافیایی را تغییر می‌دهد. Sreekar et al.